# Daniel McConnell
Pour les articles homonymes, voir McConnell.
Daniel McConnell, né le 9 août 1985 à Melbourne, est un coureur cycliste australien spécialiste de VTT cross-country. Il termine 21e de l'épreuve olympique 2012.

## Biographie
Début 2015, il est sélectionné pour participer au Tour Down Under au sein de l'équipe World Tour Trek Factory Racing.
Il s'est marié en décembre 2017 avec la coureuse australienne Rebecca McConnell, également spécialiste du VTT.

## Palmarès en VTT

### Jeux olympiques
- Pékin 2008
  - 39e du cross-country
- Londres 2012
  - 21e du cross-country
- Rio 2016
  - 16e du cross-country
- Tokyo 2020
  - 30e du cross-country

### Coupe du monde
- Coupe du monde de cross-country
  - 2010 : 112e du classement général
  - 2011 : 58e du classement général
  - 2012 : 33e du classement général
  - 2013 : 2e du classement général, vainqueur d'une manche (Albstadt)
  - 2014 : 3e du classement général
  - 2015 : 14e du classement général
  - 2018 : 44e du classement général
  - 2019 : 54e du classement général
  - 2021 : 52e du classement général
  - 2022 : 75e du classement général

### Jeux du Commonwealth
- Glasgow 2014
  -  Médaillé de bronze du cross-country

### Championnats d'Océanie
| - 2009 - Champion d'Océanie de cross-country - 2010 - Champion d'Océanie de cross-country - 2011 - Champion d'Océanie de cross-country short track - 2012 - Champion d'Océanie de cross-country - 2013 - Champion d'Océanie de cross-country | - 2014 - Champion d'Océanie de cross-country - 2017 - Médaillé de bronze du cross-country - 2020 - Médaillé de bronze du cross-country - 2022 - Médaillé d'argent du cross-country - 2023 - Champion d'Océanie de cross-country marathon |  |

### Championnats d'Australie
- Champion d'Australie de cross-country : 2010, 2012, 2015, 2017, 2019, 2020 et 2021
- Champion d'Australie de cross-country short track : 2021 et 2024

## Palmarès sur route

### Par années
- 2006
  - 9e étape du Tour du Gippsland
  - 3e du Tour du Gippsland
  - 3e du Tour de Hokkaido

### Classements mondiaux
| Année            | 2006  | 2007 | 2008 | 2009 | 2010 | 2011 | 2012 | 2013 | 2014 | 2015 |
| ---------------- | ----- | ---- | ---- | ---- | ---- | ---- | ---- | ---- | ---- | ---- |
| UCI World Tour   |       |      |      |      |      |      |      |      |      | nc   |
| UCI Asia Tour    | 92e   |      |      |      |      |      |      |      |      |      |
| UCI Europe Tour  | 1248e |      |      |      |      |      |      |      |      |      |
| UCI Oceania Tour |       |      | 66e  |      |      |      | 41e  |      |      |      |